# روزي وايت
روزي وايت (بالإنجليزية: Rosie White)‏ (6 يونيو 1993 بأوكلاند في نيوزيلندا - ) هي لاعبة كرة قدم نيوزلندية في مركز الهجوم، شاركت في الألعاب الأولمبية الصيفية 2012 والألعاب الأولمبية الصيفية 2016. وشاركت مع منتخب نيوزيلندا تحت 17 سنة للسيدات لكرة القدم ‏ ومنتخب نيوزيلندا تحت 20 سنة للسيدات لكرة القدم ‏ ومنتخب نيوزيلندا الوطني لكرة القدم للنساء. أما مع النوادي، فقد لعبت مع نادي ليفربول لكرة القدم للسيدات ونادي ليفربول وLynn-Avon United AFC ‏ وThree Kings United ‏ وWestern Springs AFC ‏.

## وصلات خارجية
- روزي وايت على موقع الاتحاد الدولي (مؤرشف)  (الإنجليزية)
- روزي وايت على موقع الاتحاد الأوربي (الإنجليزية)
- روزي وايت على موقع قاعدة بيانات كرة القدم.إي يو (الإنجليزية)
- روزي وايت على موقع Soccerway.com (الإنجليزية)
- روزي وايت على موقع اللجنة الأولمبية الدولية (الإنجليزية)
- روزي وايت على موقع أوليمبيديا (الإنجليزية)
- روزي وايت على موقع اللجنة الأولمبية النيوزيلندية (الإنجليزية)